# Baía do Fanal

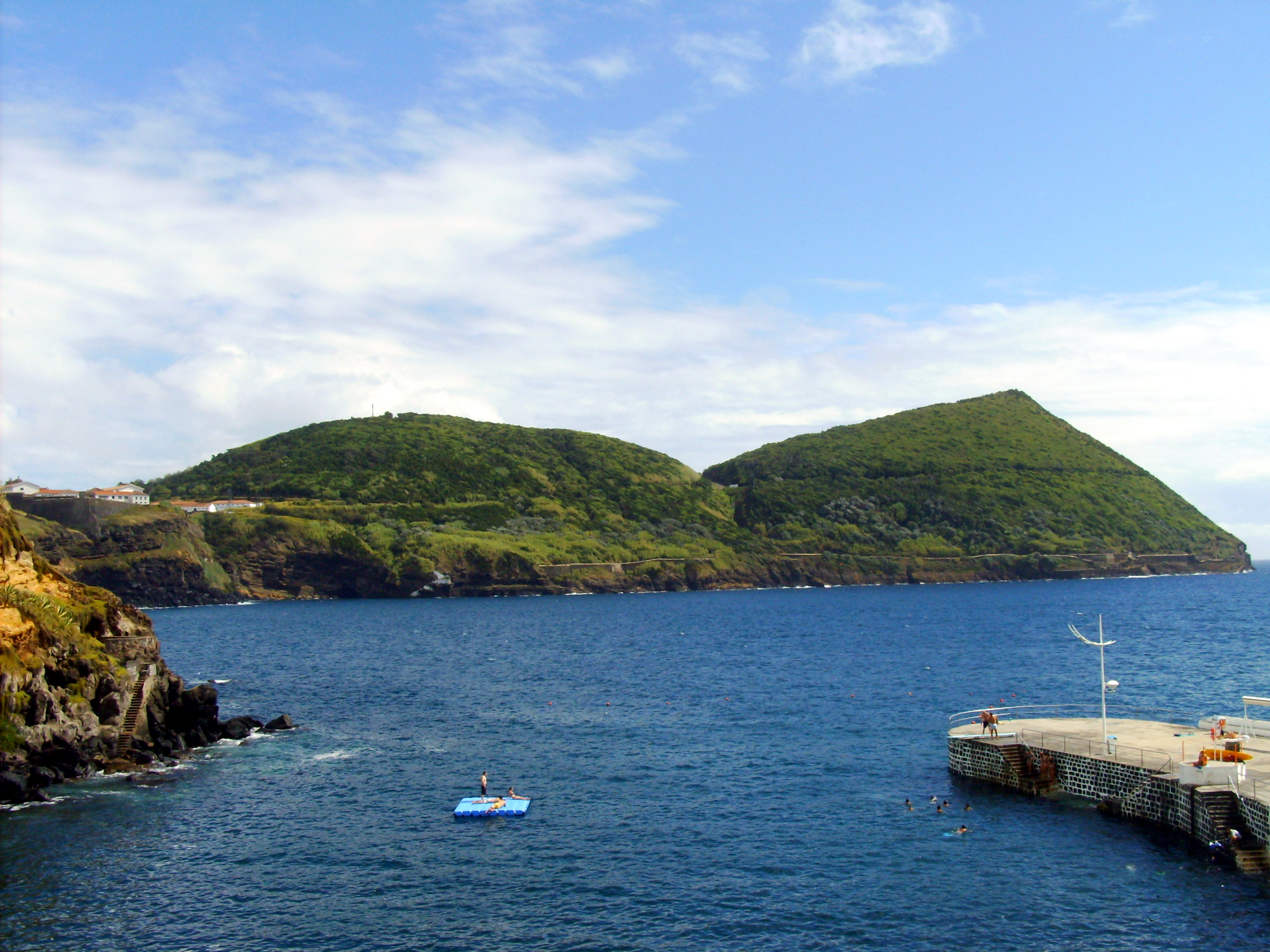
A baía do Fanal vista do Cais da Silveira.

Baía do Fanal é uma larga baía localizada na costa sul da ilha Terceira, arquipélago dos Açores, formada pela costa oeste do istmo que liga o Monte Brasil ao resto da ilha. A costa da baía corresponde ao extremo ocidental da cidade de Angra do Heroísmo, sendo conhecido por Fanal a parte costeira do bairro de São Pedro daquela cidade, que fica sobranceiro àquela baía.